# فرديناند أوزوالد
فرديناند أوزوالد (بالألمانية: Ferdinand Oswald) (5 أكتوبر 1990 بفايلهايم إن أوبربايرن في ألمانيا - ) هو لاعب كرة قدم ألماني في مركز حراسة المرمى. شارك مع منتخب ألمانيا تحت 17 سنة لكرة القدم. أما مع النوادي، فقد لعب مع بايرن ميونخ الثاني وبايرن ميونخ وشالكه 04 ب ونادي تيرول.

## وصلات خارجية
- فرديناند أوزوالد على موقع قاعدة بيانات كرة القدم.إي يو (الإنجليزية)
- فرديناند أوزوالد على موقع بيانات كرة القدم. دي إي (الألمانية)
- فرديناند أوزوالد على موقع عالم كرة القدم.نت (الإنجليزية)